# Sonia Racine
Sonia Racine (14 mars 1958 à Québec au Canada - ) est une mezzo-soprano québécoise. 

## Biographie
Ses études au Conservatoire de musique de Québec, sous la direction de Rolande Dion et de Janine Lachance, furent couronnées d'un Premier prix en chant en 1986. Sonia Racine poursuivit par la suite sa formation à Toronto, à Rome et à New York. 
En 1988, elle fut invitée par la gouverneure générale Jeanne Sauvé à chanter lors des festivités du 150e anniversaire de Rideau Hall. Elle s'est produite régulièrement en récital et en concert, avec l'Orchestre symphonique de Québec, l'Orchestre métropolitain du Grand Montréal, l'Orchestre symphonique de Montréal et I Musici de Montréal, sous la direction de Guy Bélanger, Mario Bernardi, Richard Hoenich, Uri Mayer, Vittorio Negri, Simon Streatfeild, Michel Tabachnik et Semyon Vekshtein.
En concert, Sonia Racine s'est entre autres produite dans le Requiem de Verdi, les Kindertotenlieder de Mahler, les Wesendonck Lieder de Wagner, L’Enfance du Christ de Berlioz, la Neuvième symphonie de Beethoven, la Missa Solemnis et la Messe en do majeur de Beethoven, le Gloria de Vivaldi, le Requiem en ré mineur de Bruckner, le Messie de Haendel, les Vêpres de Rachmaninov, le Requiem de Mozart, les Folk Songs de Berio et Alexandre Newsky de Prokofiev.
Parmi les rôles qu'elle a interprétés sur scène, on compte Dorabella (Cosi fan tutte), Santuzza (Cavalleria Rusticana), Fenena (Nabucco), Geneviève (Pelléas et Mélisande), Filipievna et Madame Larina  (Eugène Onéguine), Clotilde (Norma), Amnéris (Aida), Mère Marie-de-l'Incarnation (Dialogue des Carmélites), Bianca (The Rape of Lucretia), Kontchakovna (Prince Igor), la Princesse (Suor Angelica), Ulrica (Un ballo in mascherà), Gertrude (Roméo et Juliette), Dalila (Samson et Dalila) et Charlotte (Werther).
En 1991, Sonia Racine fut nommée « soliste de l'année » par les radios francophones publiques. Elle a aussi fait plusieurs enregistrements pour la radio et la télévision de Radio-Canada, pour TV5, ainsi qu'un disque de mélodies françaises pour la Radio suisse romande.
Sonia Racine fut invitée à deux reprises par Charles Dutoit à se produire sous sa direction avec l'Orchestre de Philadelphie au Saratoga Performing Art Center et elle a participé à la création canadienne du Liverpool Oratorio de Paul McCartney sous la direction de Carl Davis, qu'elle a repris à Cleveland, en plus de chanter dans Schéhérazade de Ravel à l'Opéra royal de Wallonie en Belgique.
Elle est titulaire de la classe de chant au Conservatoire de musique de Québec depuis 2010.

## Prix et récompenses
- 1985 : Prix Raoul-Jobin de l'Opéra de Québec
- 1987 : Premier Prix et Grand Prix du Concours national Radio-Canada
- 1987 : Finaliste au Concours international de Toulouse
- 1988 : Finaliste au Concours international Luciano-Pavarotti